# Castel de' Britti
Castel de' Britti, detta anche informalmente Castel dei Britti (Castèl di Brétt in dialetto bolognese), è una frazione nel comune di San Lazzaro di Savena, situata nella valle dell'Idice a 7 km dal capoluogo.

## Geografia fisica
Il paese si trova nella valle dell'Idice, all'altezza dei primi rilievi collinari. Il borgo antico, con la chiesa di San Biagio, è posto su un affioramento gessoso, descritto come geosito di rilevanza locale e inserito nel Parco regionale dei Gessi Bolognesi e Calanchi dell'Abbadessa. Questa formazione selenitica presenta fenomeni carsici di modesta importanza, la cui cavità più importante, posta ai piedi della rupe, è detta Risorgente di Castel de' Britti.
Dal 2023 l'area è entrata nella lista dei patrimoni dell'umanità UNESCO all'interno del sito seriale Carsismo e grotte evaporitiche dell'Appennino settentrionale.

## Storia

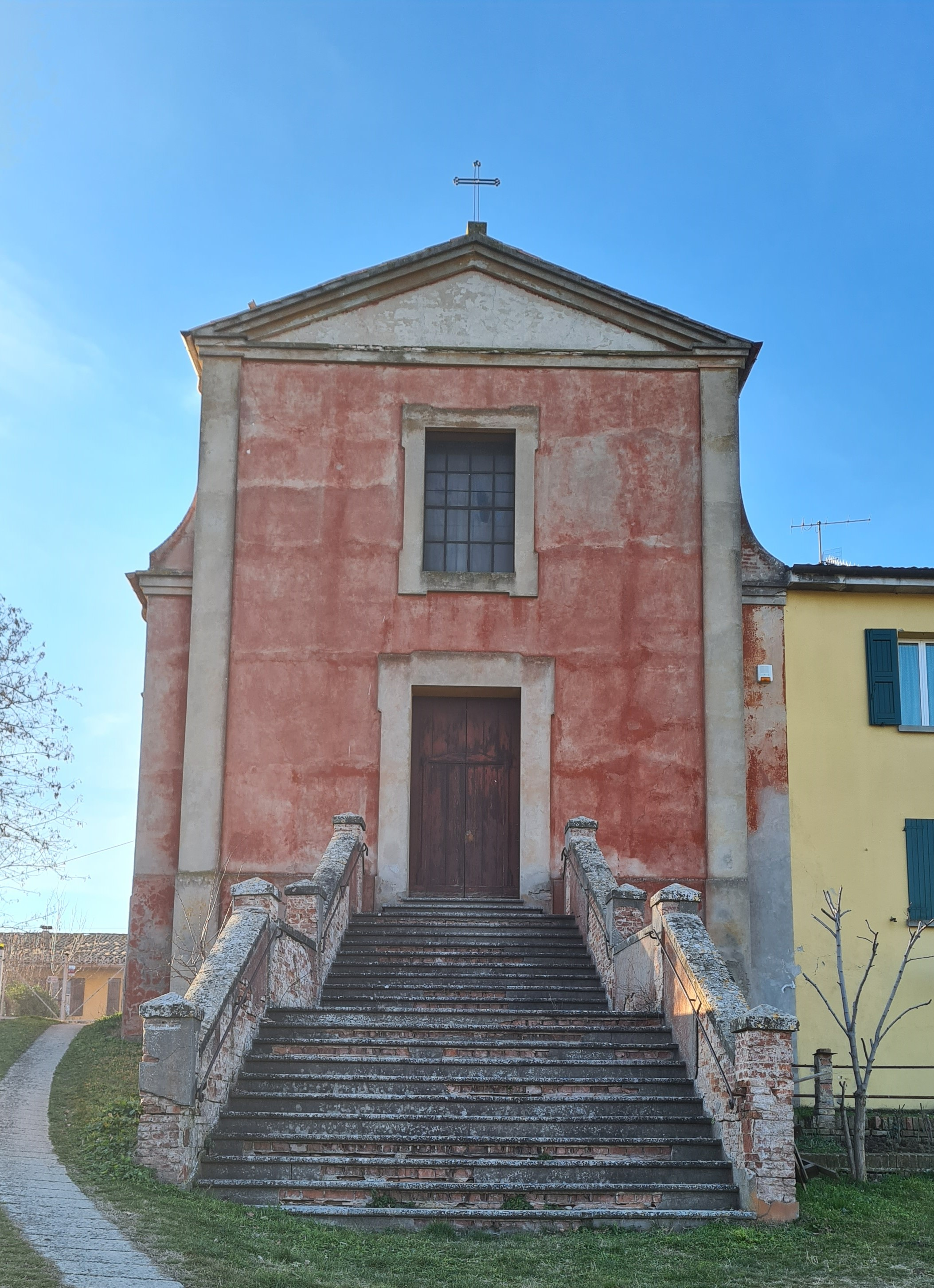
La chiesa di San Biagio

Reperti dell'età del bronzo sono stati rinvenuti in una grotta sottostante l'altura gessosa, testimonianza della frequentazione del territorio già in epoca preistorica.
La prima citazione di un castello nella zona risale al 776 come castrum Gissaro quod dicitur Britu, ovvero un castrum conosciuto come Britu e detto Gissaro dal rilievo gessoso in cui era situato. Nel documento del XII secolo dove viene citato, il castrum è elencato assieme ad altre località come di proprietà dei Duchi di Persiceta, donate all'Abbazia di Nonantola dal duca Giovanni e dalla sorella Orsa.
Successivamente nel 1137 viene conquistato dalle truppe imperiali di Lotario III, al tempo in guerra contro Bologna. Ancora nel 1151 in un processo emerge la destructio castri de Brittis. Nel 1175 diventa nuovamente teatro bellico nella guerra tra Impero e Comune; prima saccheggiata dalle truppe di Cristiano di Magonza fu poi luogo di una rovinosa sconfitta per i bolognesi.
Nel 1361 viene demolito dal Comune di Bologna, dopo che era passato in mano a Bernabò Visconti. Dopo il XV secolo il castello entrò in declino e già nel XVIII secolo non rimaneva quasi nulla. Ad oggi rimangono pochissime testimonianze, porzioni delle mura di cinta e lo scheletro dell'arco d'entrata situato davanti alla chiesa di San Biagio.

## Monumenti e luoghi d'interesse
Chiesa di San Biagio
La chiesa del vecchio borgo è situata sul poggio che domina l'abitato moderno, probabilmente costruita proprio sulla cappella dell'antico castello. L'edificio, risalente al Trecento e consacrato a San Biagio, al 2022 è inagibile per via del possibile cedimento delle pareti gessose.
Chiesa di Santa Maria Ausiliatrice
Nel 1964 fu consacrata dal cardinal Lercaro una nuova chiesa, posta più a valle, in sostituzione di quella antica; costruita in stile moderno su disegno dell'ingegner Bettazzi, è la chiesa parrocchiale del paese.
Villa L'Abbadia

Villa L'Abbadia in una foto degli anni sessanta di Luigi Fantini

A nord dell'abitato è ubicata Villa L'Abbadia (nota anche come Palazzo Montalto), una costruzione millenaria che in origine era un'abbazia dedicata a San Michele, da cui il nome. Attestata già dal 1090 come appartenente ai monaci camaldolesi, ai quali venne requisita nel 1241 da papa Alessandro IV. Il vescovo di Bologna lo assegnò ai Frati Gaudenti nel 1262, ma si insediarono solo due anni più tardi; dopo varie vicissitudini, nel 1586 il complesso passò all'ecclesiastico Collegio Montalto, fondato da papa Sisto V a Bologna.
Nel XVIII secolo, con la soppressione napoleonica degli ordini religiosi, l'edificio passò alla famiglia di Carlo Berti Pichat, la quale all'inizio del XIX secolo ne cambiò la destinazione d'uso in villa, facendo innalzare anche una torre ad orologio. L'integrità di Villa L'Abbadia fu minata a causa del secondo conflitto mondiale. L'edificio al 2022 è in proprietà alla famiglia dei Barberi Pandolfini.
Villa Malvezzi
Villa Malvezzi fu fatta costruire nel 1888 da Alfonso Malvezzi Campeggi (dal 1944 di proprietà della famiglia Rangoni Machiavelli), si tratta di un fabbricato in stile neomedievale, dall'aspetto affine ad un'opera fortificata con tanto di torre, ultimato nel 1896.
Resti del castello
Davanti alla chiesa di San Biagio, sopravvivono lembi delle mura di cinta e lo scheletro dell'arco d'entrata dell'antico castello.

## Istruzione
Nel paese ha sede un Centro di formazione professionale gestito dai salesiani.

## Infrastrutture e trasporti
La località è servita dal trasporto pubblico esercitato da TPER. L'abitato moderno è posto sulla Strada provinciale 7 Valle dell'Idice.